# Mehmet Recep Peker
Mehmet Recep Peker, né le 5 février 1889 à Constantinople (Empire ottoman) et mort le 2 avril 1950 à Istanbul (Turquie), est un militaire et homme d'État turc.
Membre du Parti républicain du peuple (CHP), dont il est le secrétaire général de 1931 à 1936, il prône un alignement sur les régimes fasciste et nazi tant sur les questions domestiques que de politique étrangère. Cette ligne, timidement soutenu par le Premier ministre İsmet İnönü, vaut aux deux hommes d'être démis de leurs fonctions respectives par le président Mustafa Kemal Atatürk, partisan d'un rapprochement avec le Royaume-Uni.
De 1946 à 1947, Recep Peker préside le premier gouvernement multipartite de l'histoire de la Turquie. Il a enseigné l'idéologie républicaine dans les universités d'Ankara et d'Istanbul au cours de l'année universitaire 1933-1934. Ses cours étaient connus sous le nom de cours de révolution (İnkılap Dersleri). Il a écrit un livre à ce sujet. Il a soutenu l'idée que les femmes devraient être libérées du sac (le voile) et que l'alphabet arabe devrait être remplacé par un alphabet basé sur le latin.

## Biographie

### Origines
Issu d'une famille caucasienne originaire du Daghestan, Peker est né le 5 février 1889 à Constantinople, dans l'Empire ottoman. Son père, Mustafa Peker, et sa mère, Emine Peker, sont des Lezghiens ayant émigré en Anatolie, probablement au milieu du XIXe siècle.

### Carrière militaire
Après avoir terminé le collège militaire Kocamustafapaşa, il sort diplômé de l'Académie militaire turque en 1907. En tant qu'officier, il participe à la guerre italo-turque et aux guerres balkaniques mais aussi à la Grande Révolte arabe de 1916-1918. Il prend aussi part à la Première guerre mondiale notamment à travers la campagne du Caucase.
En 1919, il devient major des armées et sert en Anatolie. Il devient Secrétaire générale de la Grande Assemblée nationale de Turquie, lors de sa création en 1920, et commence ainsi sa carrière politique.

## En politique

### Au sein du pouvoir législatif
En 1923, lors de la création du CHP, Peker en devient le premier Secrétaire général entre le 11 septembre 1923 et le 21 mai 1924, puis il le redevient entre le 10 mai 1931 et le 29 mai 1935. Il est élu député de Kütahya en 1923, 1927, 1931, 1935, 1939 et 1943. En 1946, il est élu député d'Istanbul. 

### Au sein du pouvoir exécutif
Il a été successivement ministre des Finances (21 mai 1924 - 22 novembre 1924), ministre de l'Intérieur (22 novembre 1924 - 5 janvier 1925, 17 août 1942 - 20 mai 1943), ministre de la Défense (4 mars 1925 - 1er novembre 1927), ministre de l'Environnement et de l'Urbanisme (15 octobre 1928 - 27 septembre 1930) et ministre de l'Enseignement par intérim (7 avril 1929 - 10 avril 1929). Enfin, entre le 7 août 1946 et le 10 septembre 1947, il est le Premier ministre.

## Vie privée
En 1919, Mehmet Recep Peker épouse Hasene Şueda. Il est le père de cinq enfants : une fille, Emine Şehriyar, et quatre garçons, Can, Erdoğan, Mustafa Fazıl et Yalçın. Le diplomate Recep Peker et l'acteur Faruk Peker (tr) sont ses petits-fils.